# 太田威
太田 威（おおた たけし、1943年（昭和18年）4月 - ）は、日本の写真家。山形県鶴岡市出身。

## 略歴
- 1943年（昭和18年） - 満洲国に生れる。
- 山形県大山町（現・鶴岡市）に移住する。
- 1974年（昭和49年） - 写真家として独立する。
- 2005年（平成17年） - 第23回NHK東北ふるさと賞を受賞する。

## 著作物

### 著書
- 1983年（昭和58年） - 『ブナの森の四季』 新日本出版社
- 1985年（昭和60年） - 『森と鳥 : ブナ林の四季』 小学館 ISBN 4-09-210018-3
- 1988年（昭和63年） - 『ブナの森は緑のダム : 森林の研究』 あかね書房 ISBN 4-251-06400-3
- 1992年（平成4年） - 『出羽のブナの森』 日本書籍 ISBN 4-8199-2005-7
- 1992年（平成4年） - 『尾浦の里うた ： ブナの森の生きる町』 尾浦の里を愛する会
- 1994年（平成6年） - 『ブナ林に生きる : 山人の四季』 平凡社 ISBN 4-582-45851-3
- 1995年（平成7年） - 『ブナの森』 平凡社 ISBN 4-582-52941-0
- 2001年（平成13年） - 『カタクリ : 花咲く春の森で』 平凡社 ISBN 4-582-54702-8

### 共著
- 2004年（平成16年） - 『ブナ原生林』 串田孫一（共著者） 時事通信社 ISBN 4-7887-9009-2